# Lycaena doii
Lycaena doii är en fjärilsart som beskrevs av Matsumura 1928. Lycaena doii ingår i släktet Lycaena och familjen juvelvingar. Inga underarter finns listade i Catalogue of Life.